# موسى الخير
موسى الخير هو لاعب كرة قدم سعودي سابق.

## مسيرة اللاعب
لعب سابقاً في أندية النصر و الفيصلي و العربي و نجد.

## الحياة الشخصية
هو شقيق اللاعب أحمد الخير.